# Nutricola confusa
Nutricola confusa är en musselart som först beskrevs av S. Gray 1982.  Nutricola confusa ingår i släktet Nutricola och familjen venusmusslor. Inga underarter finns listade i Catalogue of Life.